# Wim van Dam
Wim van Dam (Haarlem, 26 juli 1950 – Leiden, 4 augustus 2022) was een Nederlands astroloog.
Van Dam was als astroloog vooral actief in de jaren 70 en 80 van de 20e eeuw. Hij introduceerde een nieuwe variant van primaire directies (een techniek ter ondersteuning van astrologische voorspellingen) die erg populair werd. Van Dam propageerde het gebruik van klassieke technieken als vaste sterren, verhoging en val en kritieke graden. Hij schreef enkele boeken en een groot aantal tijdschriftartikelen.
Medio 2007 openden de makers van het astrologiecomputerprogramma Kepler een speciale rubriek waarin Van Dam artikelen publiceerde.
Van Dam overleed in 2022 op 72-jarige leeftijd.

## Gedeeltelijke bibliografie
- 1978, Primaire directies - Spica jg, 2 nrs. 1 en 2
- 1978, Power in de radix - Spica jg, 2 nr. 4
- 1980, Korrektie van de Geboortehoroskoop
- 1983, Astrologie en homofilie
- 1984, Handboek voor de Vaste Sterren - met ephemeriden 1870-2020